# جون بلات (عالم حاسوب)
جون بلات (بالإنجليزية: John Platt)‏ هو عالم حاسوب أمريكي، ولد في 1963 في إلجين في الولايات المتحدة.